# Pacific Century Group

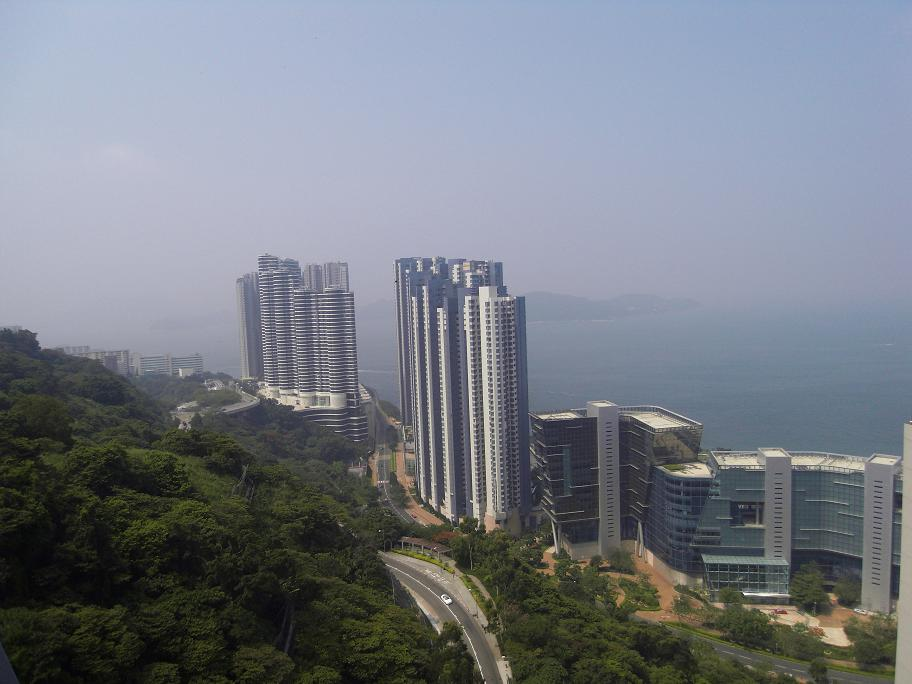
Cyberport в Гонконге

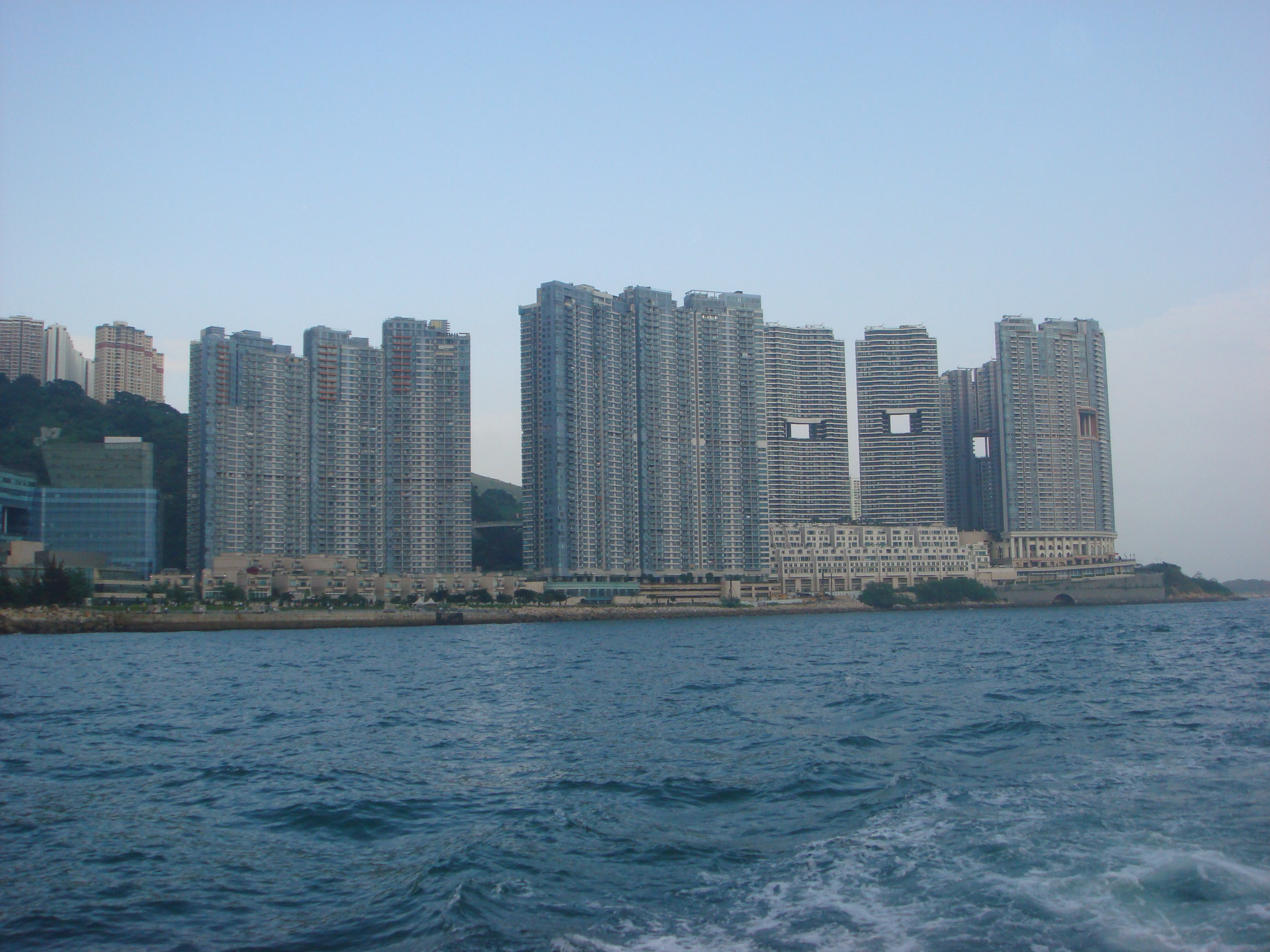
Комплекс Bel-Air в Гонконге

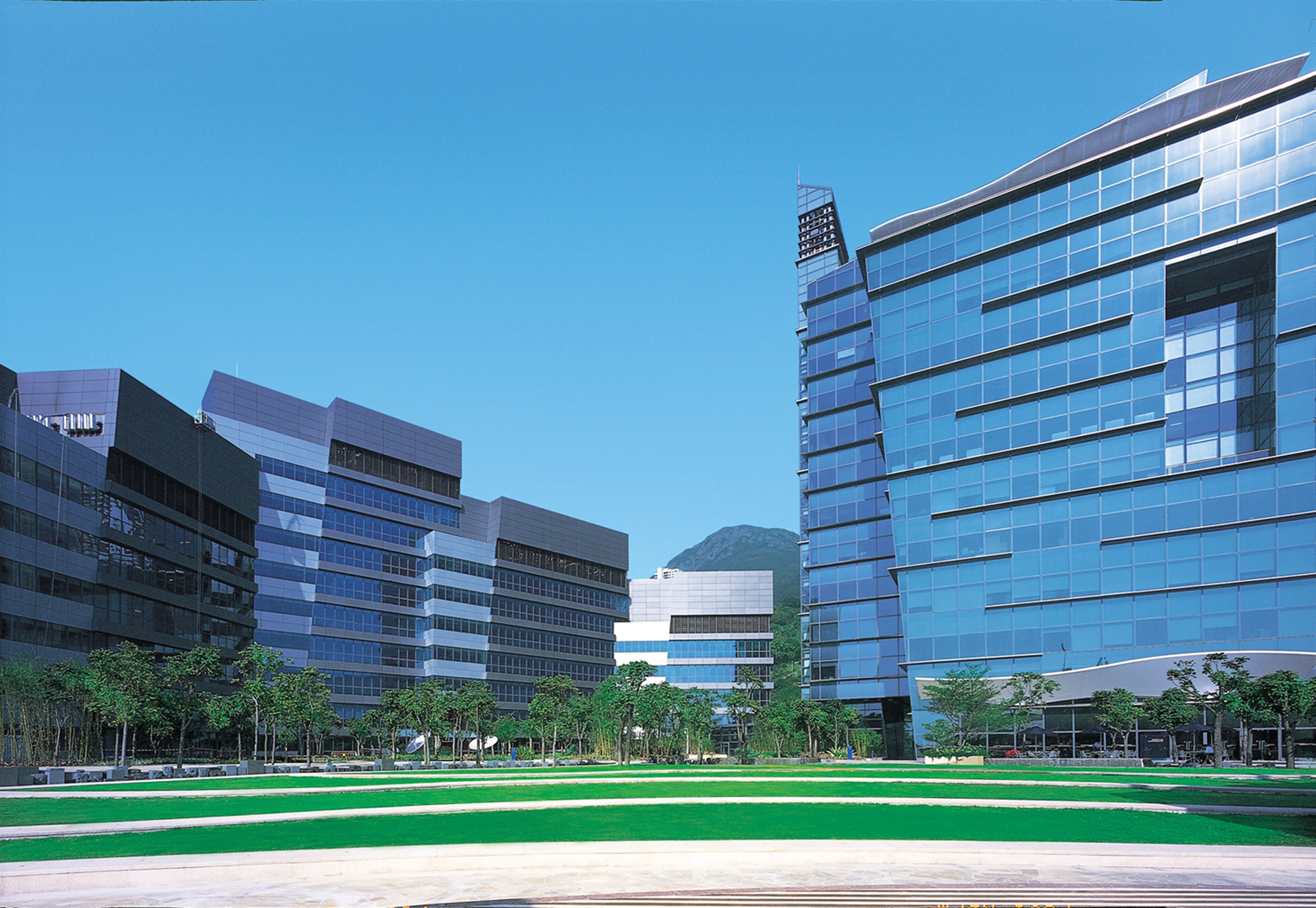
Cyberport в Гонконге

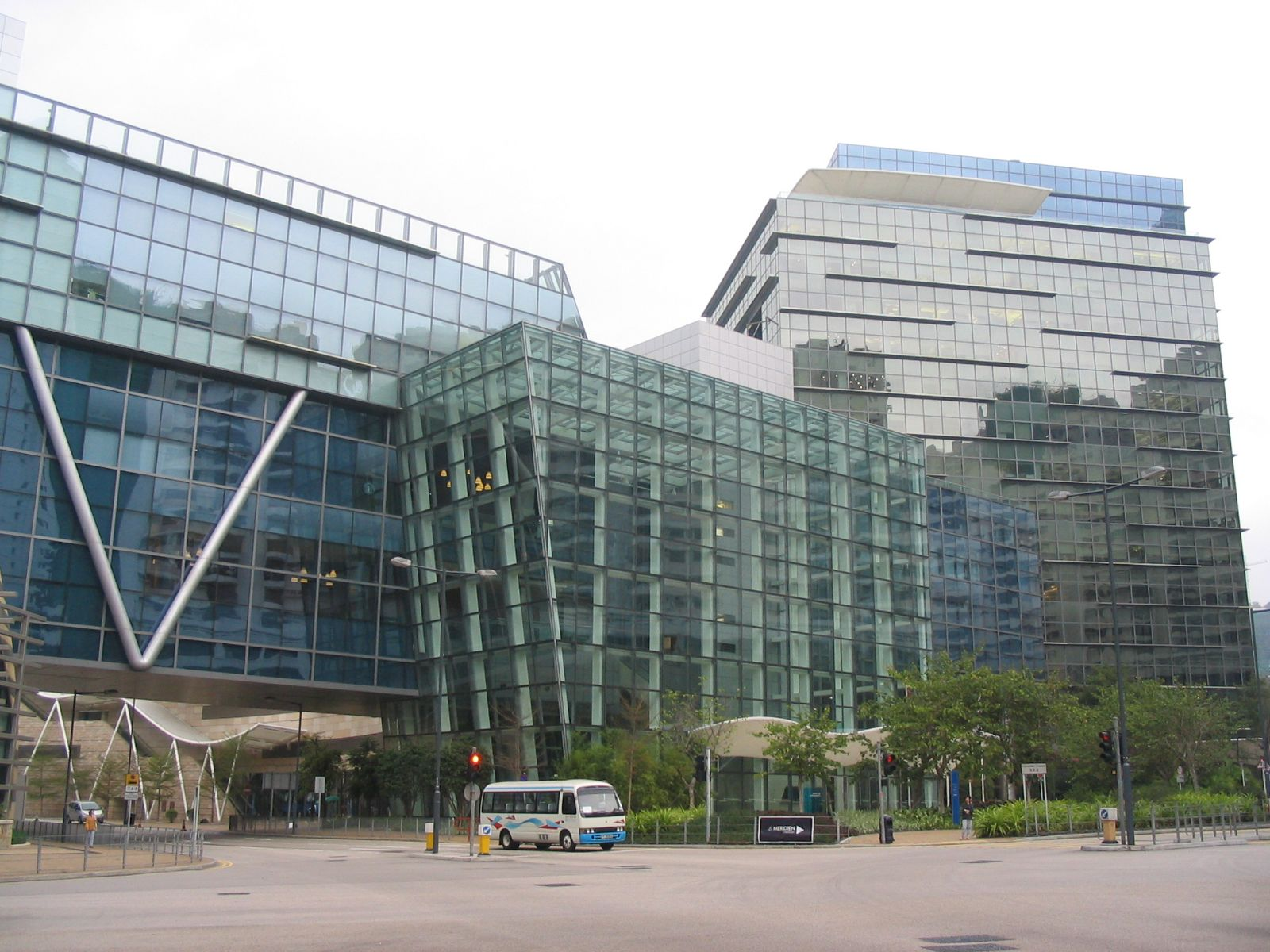
Cyberport в Гонконге

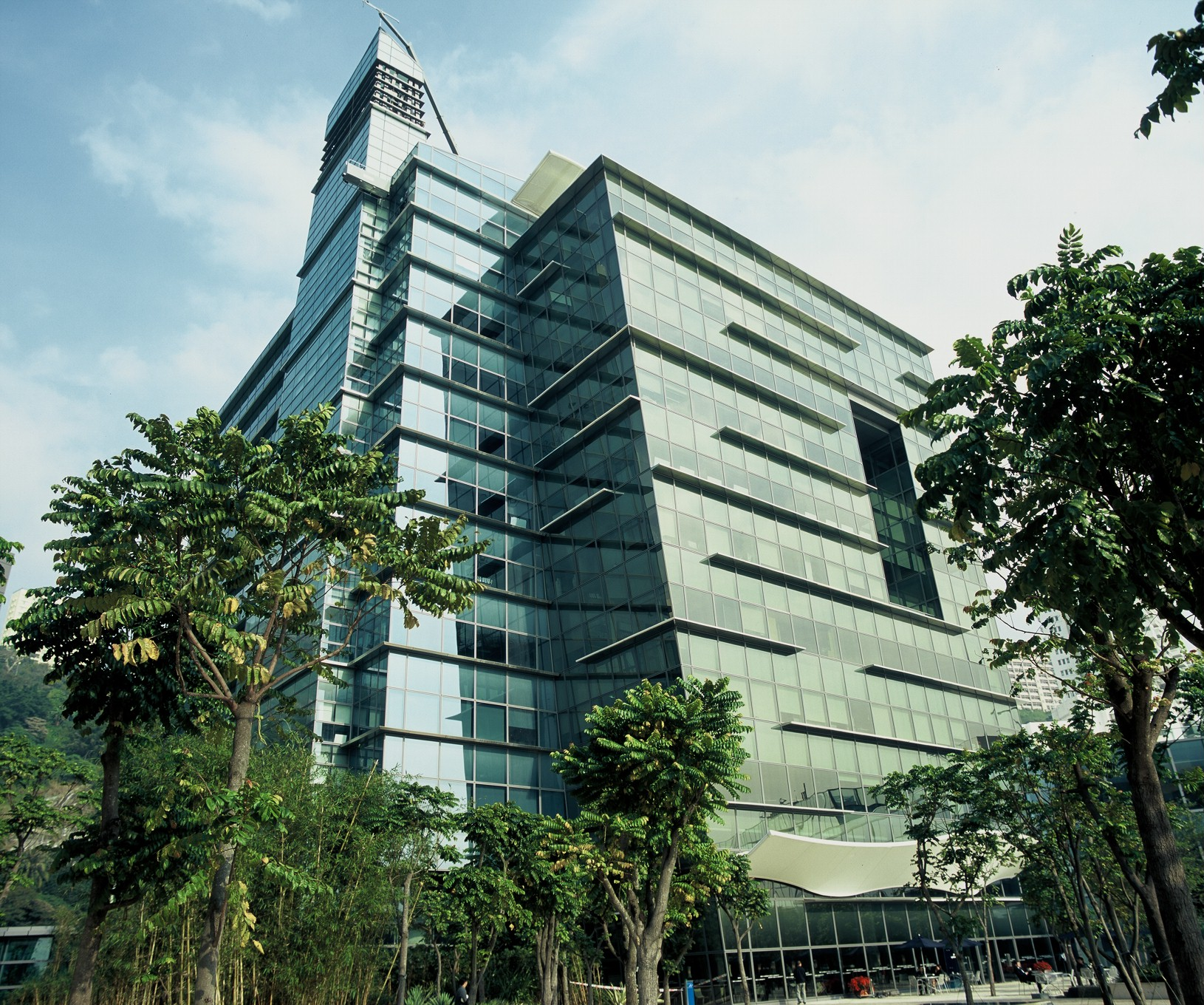
Офис PCCW Solutions в Гонконге

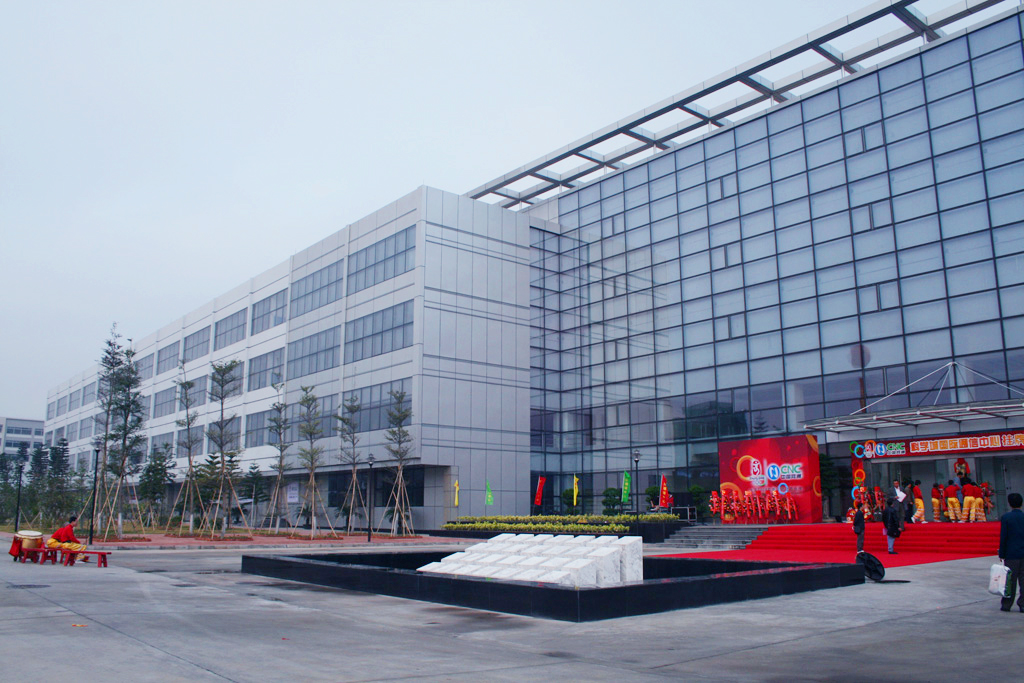
Офис PCCW Solutions в Гуанчжоу

Pacific Century Group — многопрофильный конгломерат, базирующийся в Гонконге. 

## История
Компания создана в 1996 году Ричардом Ли, младшим сыном гонконгского магната Ли Кашина. В 2000 году он приобрел у британской группы Cable & Wireless компанию Hong Kong Telecom (основана в 1925 году как The Hong Kong Telephone Company) и основал PCCW Solutions (сегодня этот гигант информационных технологий имеет исследовательские центры в Гонконге, Пекине, Гуанчжоу, Шанхае и Сиане). 
В 2003 году PCCW запустила провайдера платного телевидения Now TV, а в 2005 году купила мобильного оператора Sunday Communications, переименовав его в PCCW Mobile. В 2007 году Pacific Century Group продала гонконгскую страховую компанию Pacific Century Insurance Holdings группе Fortis (сегодня — Ageas Insurance Company Asia), а в 2008 году создала компанию HKT Group, куда вошла телекоммуникационная компания PCCW. В 2009 году Ричард Ли купил у группы AIG финансовую компанию AIG Investments, переименовав её в Pinebridge Investments.

## Структура

### Pasific Century Cyberworks (PCCW)
Крупнейшая компания Гонконга в сфере телекоммуникационных услуг и информационных технологий (специализируется на стационарной и мобильной телефонной связи, интернете, телевидении и розничной торговле ). Котируется на Гонконгской фондовой бирже. По состоянию на 2010 год в PCCW работало более 19 тыс. сотрудников, в том числе в Гонконге, Макао, Китае, Тайване, Японии, Корее, Малайзии, Сингапуре, ОАЭ, Саудовской Аравии, США, Канаде, Великобритании, Франции и Греции .
Основные дочерние компании:
- PCCW-HKT Telephone
- PCCW Mobile
- Now TV
- PCCW Solutions
- PCCW Global
- PCCW Commercial Group
- PCCW Media
- PCCW Teleservices
- Cascade

Кроме того, дочерняя компания Pasific Century Premium Developments, занимающаяся недвижимостью, управляет гонконгским технополисом Cyberport и соседним жилым комплексом Bel-Air, а также имеет интересы в Японии и Таиланде ().

### Pacific Century Regional Developments
Сингапурская компания Ричарда Ли, специализирующаяся на инвестициях в телекоммуникации, недвижимость, гостиничное дело, информационные и компьютерные технологии (активы расположены в Сингапуре, Гонконге, Китае, Вьетнаме и Индии).

### Pinebridge Investments
Крупная гонконгская компания по управлению активами.     